# Порто-Ново
По́рто-Но́во (фр. Porto-Novo, фон Xɔ̀gbónù) — місто, офіційна столиця держави Бенін та адміністративний центр департаменту Веме. 

## Географія
Місто розташовується у південно-східній частині Бенін та є одним з портів Гвінейської затоки. Порто-Ново — третє за величиною місто Беніну, поступається Котону за своїм статусом і впливом — як в культурному, так і у політичному плані. 

## Клімат
| Клімат Порто-Ново       | Клімат Порто-Ново | Клімат Порто-Ново | Клімат Порто-Ново | Клімат Порто-Ново | Клімат Порто-Ново | Клімат Порто-Ново | Клімат Порто-Ново | Клімат Порто-Ново | Клімат Порто-Ново | Клімат Порто-Ново | Клімат Порто-Ново | Клімат Порто-Ново | Клімат Порто-Ново |
| Показник                | Січ.              | Лют.              | Бер.              | Квіт.             | Трав.             | Черв.             | Лип.              | Серп.             | Вер.              | Жовт.             | Лист.             | Груд.             | Рік               |
| Середня температура, °C | 27                | 28                | 28                | 28                | 27                | 26                | 25                | 25                | 25                | 26                | 27                | 27                | 26                |
| Норма опадів, мм        | 23                | 34                | 86                | 127               | 215               | 370               | 129               | 44                | 89                | 140               | 52                | 16                | 1326              |
| ----------------------- | ----------------- | ----------------- | ----------------- | ----------------- | ----------------- | ----------------- | ----------------- | ----------------- | ----------------- | ----------------- | ----------------- | ----------------- | ----------------- |
| Джерело:                |                   |                   |                   |                   |                   |                   |                   |                   |                   |                   |                   |                   |                   |

## Історія

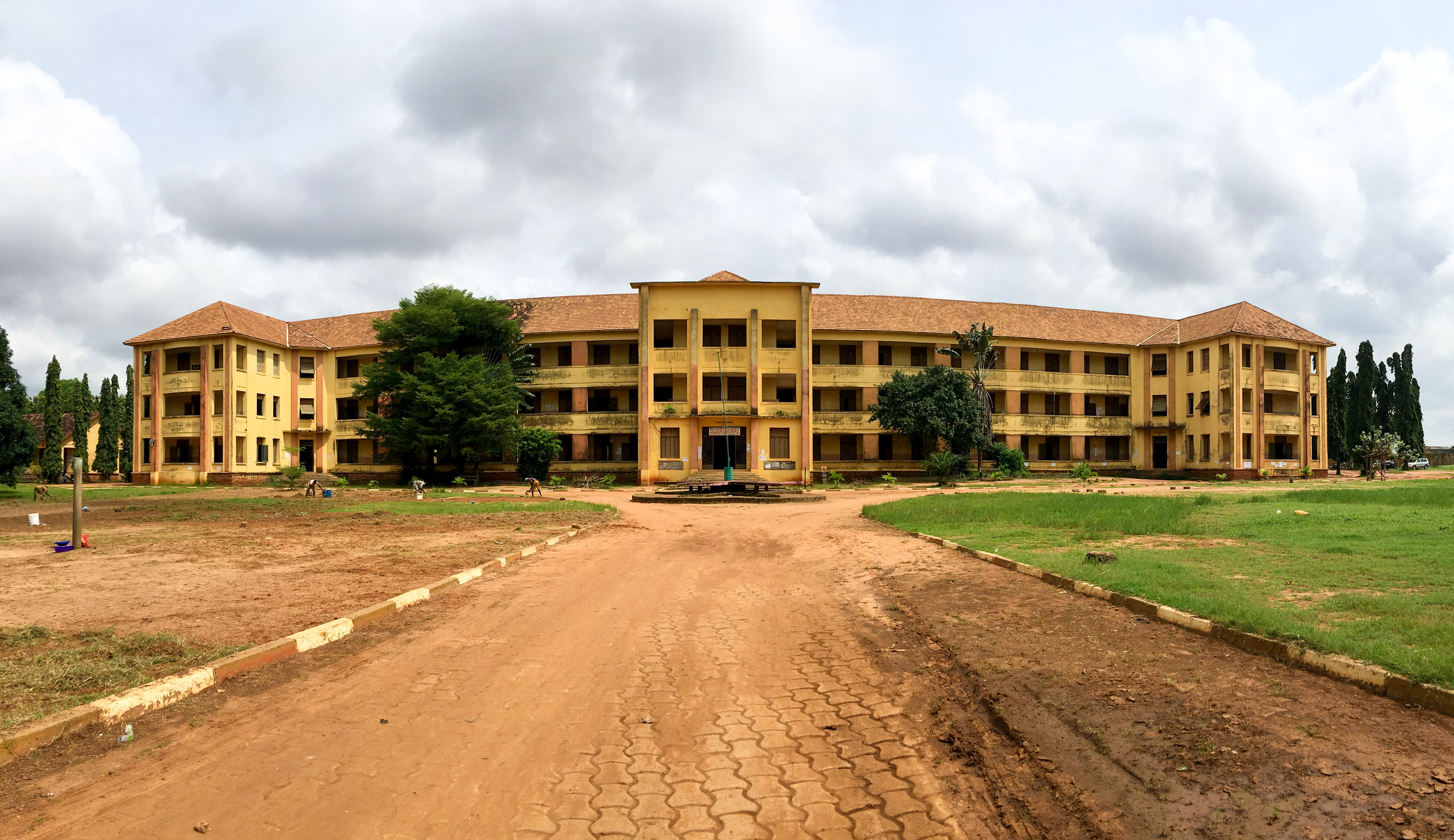

Порто-Ново було, ймовірно, засноване наприкінці 16-го сторіччя легендарним королем Те-Агданлін. Місто отримало своє ім'я з португальської — «Новий Порт». Спочатку розвивалося як порт для работоргівлі. 
З 1620 по 1688 рік Порто-Ново було столицею держави Аджа, а у 1688—1863 роках — столицею держави Аджаче.
У 1863 році Велика Британія, яка мала присутність у сусідній Нігерії, атакувала місто, що переконало Королівство Порто-Ново прийняти французький «захист». Сусіднє королівство Абомей висловило протест проти французької присутності у регіоні, тож між двома державами вибухнула війна. У 1883 р. Порто-Ново було приєднано до французької колонії Дагомеї. 
У 1900 році Порто-Ново стало столицею Дагомеї.

## Населення
Чисельність населення Порто-Ново, за переписом 2013 року, становить 264 320 тис. мешканців.
|  |

## Економіка
У місті виробляється пальмова олія, бавовна та бавовняне дерево. У 1990-ті роки в районі узбережжя Беніну були відкриті нафтові родовища, які стали важливою частиною експорту країни.

## Світлини

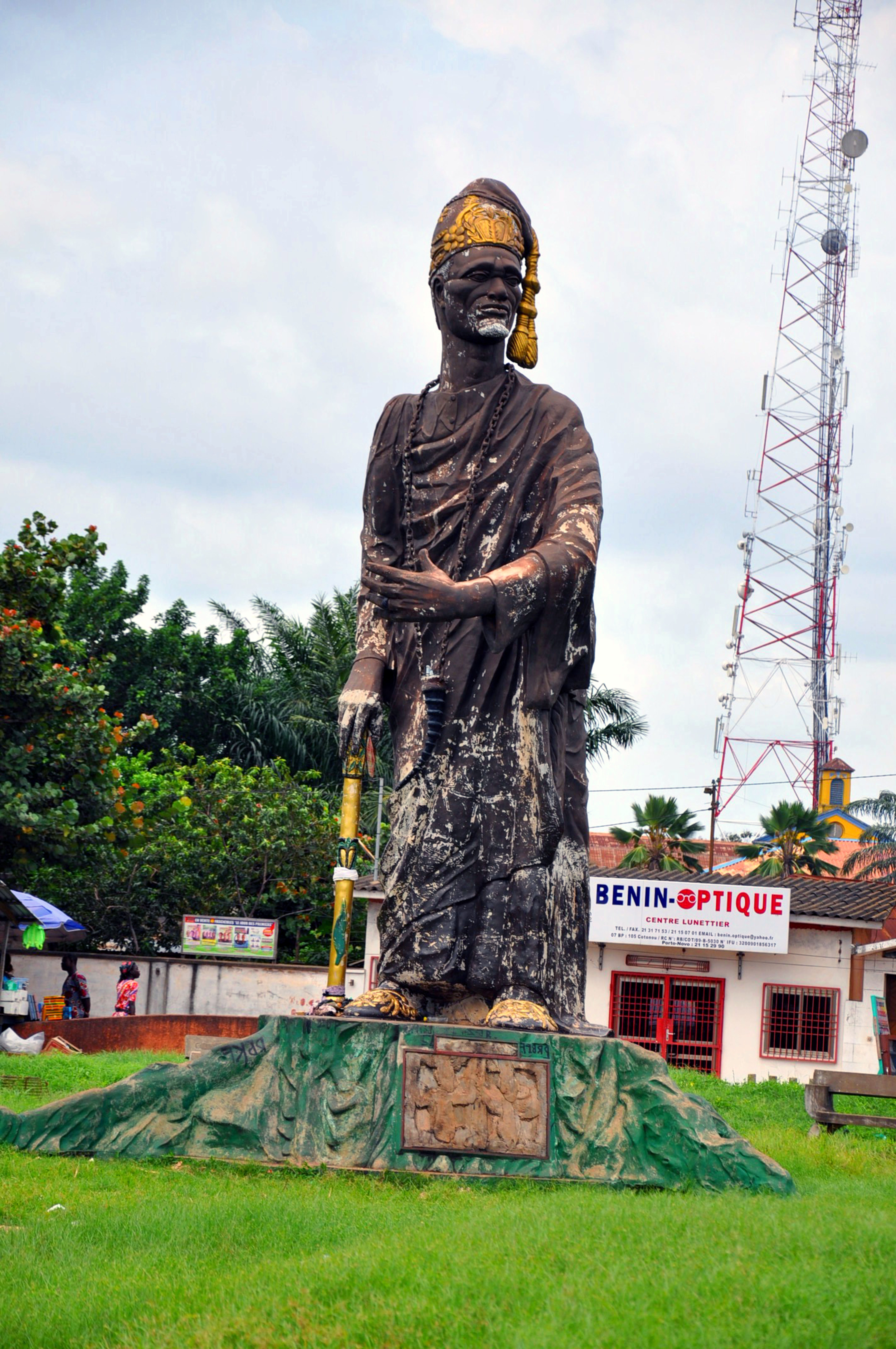
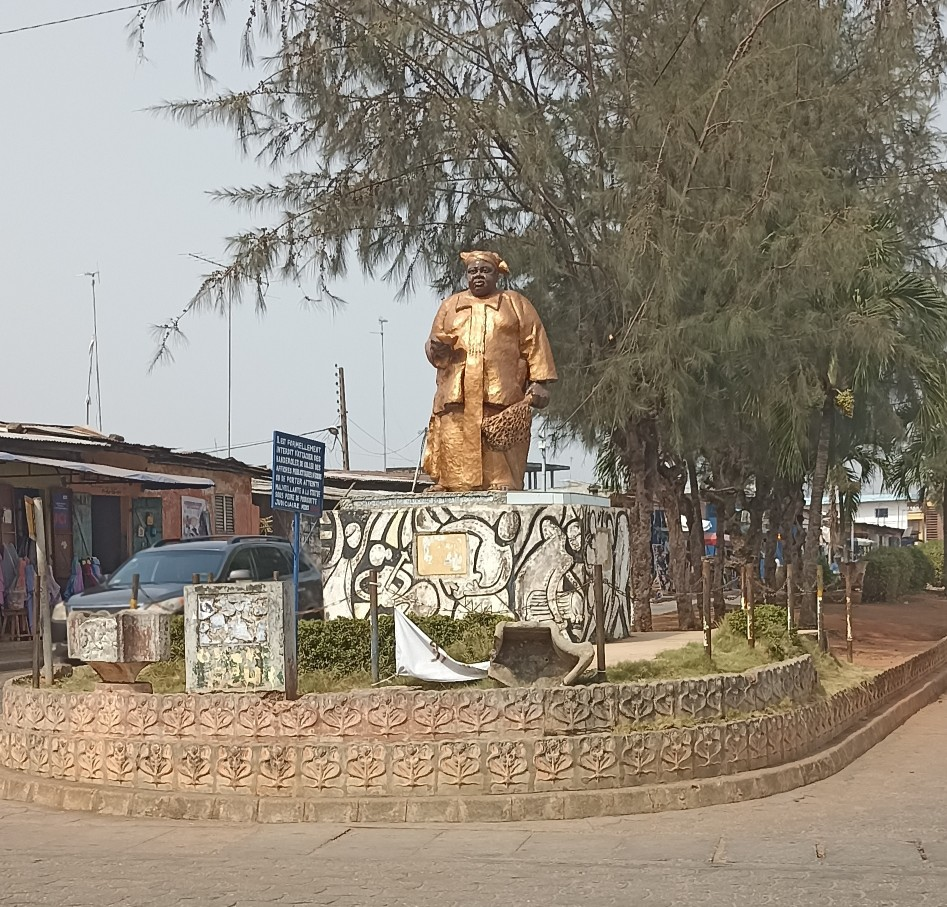
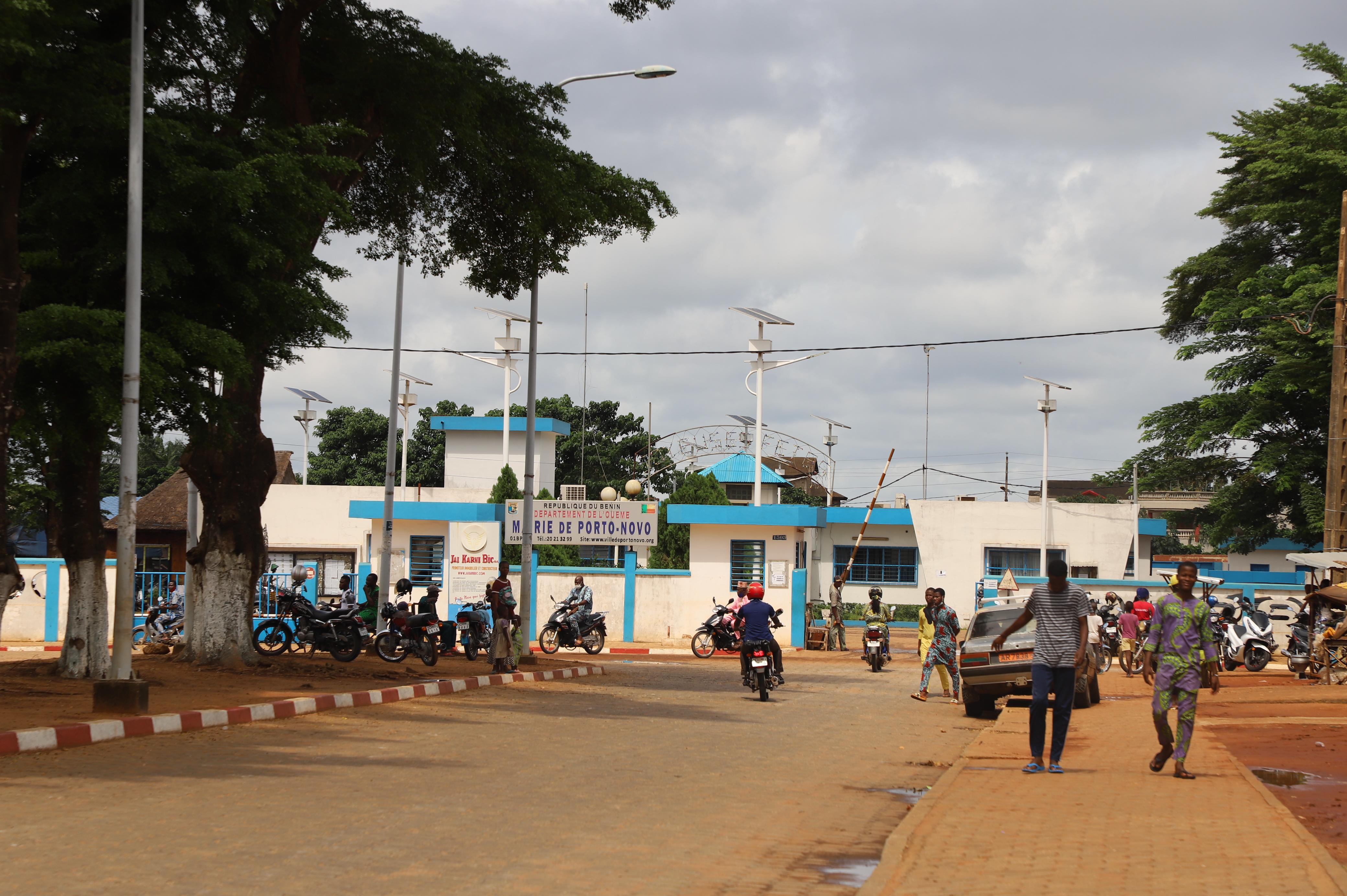
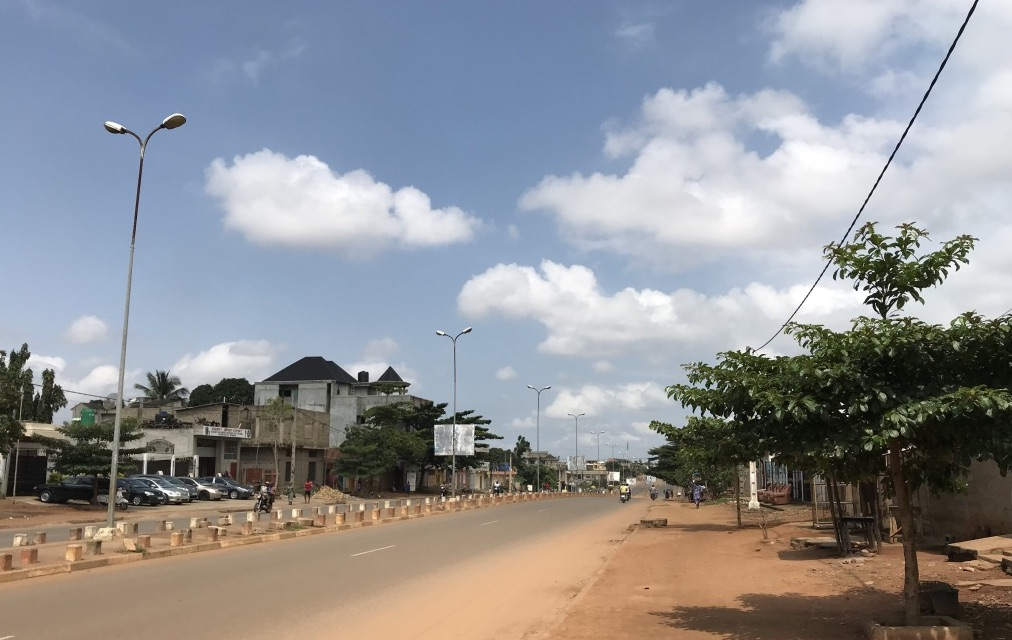
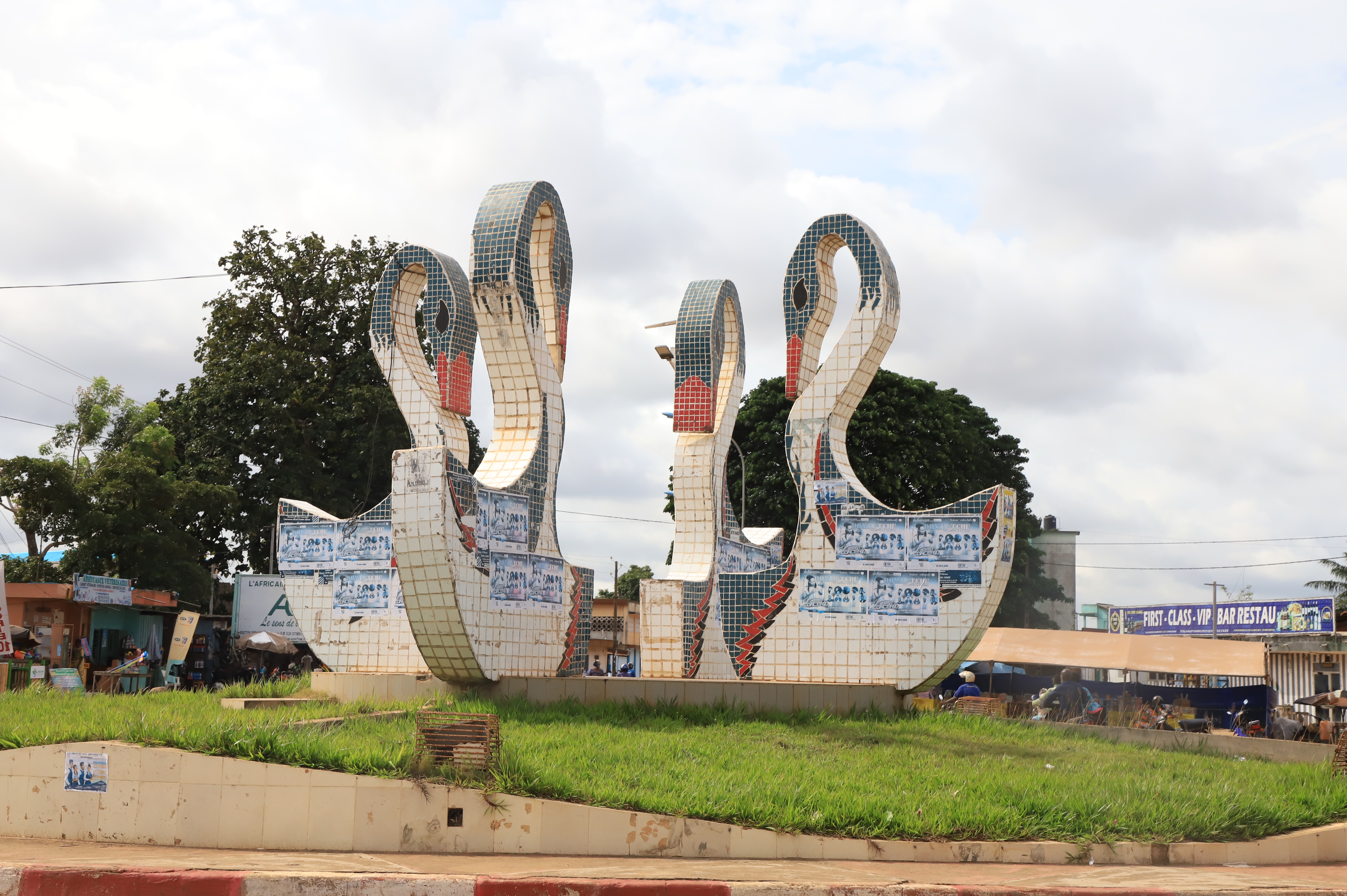

## Уродженці
- Теодор Голо (* 1948) — бенезійський політик, академік та суддя.